# 엘레우시스 (카드 게임)
엘레우시스 게임(영어: Eleusis Game)은 고대 그리스의 도시 엘레우시스(그리스어: Ἐλευσίς)의 이름을 딴 게임이다. 이 게임은 52장으로 된 카드 두 벌을 사용하는 것으로, 특정한 플레이어가 정한 어떤 법칙을 찾아내는 찾아내는 것이 놀이의 주 목적이다.

## 게임 방법
- 이 게임에는 적어도 네 사람이 필요한데, 그 중 한 명을 '신'으로 정한다.
- 신은 어떤 규칙, 즉 '우주의 섭리'를 만들어 종이 쪽지에 적는다. 신은 카드 중에서 어떤 특정한 카드 들은 받아들이고 다른 것들은 받아들이지 않는데, 그것들을 나누는 법칙이 곧 우주의 섭리이다.
- 52장으로 된 카드 두 벌 총 104장을 가지고 하는데, '놀이꾼'들은 카드를 나눠 가진다.
- 놀이꾼들은 신에게 카드를 한 장씩 제출한다. 신은 자기가 정한 우주의 섭리에 따라 그 카드가 받아들여지는지 받아들여지지 않는지 합격 여부를 말한다.
  - '선(先)'을 잡고 처음 카드를 제출한 놀이꾼이 '세계가 존재하기 시작한다'고 선언해야 한다.
- 신은 불합격한 카드를 한 쪽으로 치워놓고, 합격한 카드는 일렬로 늘어놓는다.
  - 합격한 카드는 일렬로 놓아지기 때문에 신은 우주의 섭리를 어떤 특정한 순서(예를 들어 놀이꾼이 카드를 제출하는 순서)에 관계하여 정할 수도 있다. 따라서 불합격한 카드의 순서를 기억해도 좋다.
- 게임이 진행되면서 자신이 우주의 섭리를 안다고 생각하는 놀이꾼은 '예언자'로 자처한다. 예언자는 그 순간부터 신을 대신해 카드의 합격 여부를 살핀다.
- 신은 예언자를 살펴보고 있다가 예언자가 틀리면 파면한다.
- 만약 예언자가 열 번 연속으로 맞는 합격 여부를 말했을 때, 예언자는 자신이 추측한 법칙을 말하고 신은 그것을 자기가 정한 우주의 섭리와 비교한다. 이때, 예언자가 맞으면 예언자는 '승리자'가 되고, 틀리면 계속 게임을 진행한다.
  - 거짓말은 없다. 만약 신이 예언자를 승리자로 만들고 싶지 않아 같은데도 예언자가 추측한 법칙과 우주의 섭리가 다르다고 거짓말을 할 경우, 신은 놀이가 끝나고 그 다음부터 놀이를 할 자격을 잃게 된다.
- 104장의 카드가 모두 나왔는데도 우주의 섭리를 정확히 알아낸 사람이 없을 경우, 신이 승리자가 되고 우주의 섭리를 공개한다.
  - 법칙이 너무 어렵고 도저히 맞출 수가 없다고 생각되는 경우 신은 게임의 참가자격을 잃는다. 우주의 섭리는 '쉽게 떠올릴 수 없어야' 하며, '단순해야'한다.

## 어려우면서 단순한 우주의 섭리 예시
- 9보다 높은 카드와 9이하의 카드를 번갈아 가며 받아 준다.

## 우주의 섭리의 예시가 될 수 없는 것
- 오로지 검은 색으로 만들어진 세상을 만들되, 열 번째, 스무 번째, 서른 번째 카드는 받아들이지 않는다.
- 클럽 K를 제외한 모든 카드를 수용한다.
- 카드의 이름이 모음으로 끝나는 카드는 받아들이고 자음으로 끝나는 카드는 받아들이지 않는다.

## 참고 문헌
- 베르나르 베르베르,《상대적이며 절대적인 지식의 백과사전》(비소설),열린책들,2005년,105쪽
- 베르나르 베르베르, <개미 5>, 열린책들, 2001년 신판, 508~510쪽